# مادیارفولد
مادیارفولد (به مجاری:  Magyarföld) یک منطقهٔ مسکونی در مجارستان است که در ناحیه لنتی واقع شده‌است.